# XtraDB
XtraDB – mechanizm składowania danych dostępny dla baz danych MariaDB i Percona Server, stworzony przez Percona jako fork InnoDB.
System dziedziczy większość cech swojego pierwowzoru, jak standard ACID i mechanizm kontroli współbieżności, eliminując przy tym liczne ograniczenia InnoDB wynikające z wiekowości technologii, m.in. optymalizując pracę z uwzględnieniem systemów wieloprocesorowych.